# 김승준 (축구 선수)
김승준(한국 한자: 金承俊, 1994년 8월 11일 ~ )은 대한민국의 축구 선수이며 포지션은 공격수이다.

## 클럽 경력
2015 시즌을 앞두고 울산 현대에 입단하였으며, 7월 8일에 열린 대전과의 리그 21라운드에서 멀티골을 기록하며 팀의 4-1 승리를 이끌었다.
2016 시즌에는 8골 2도움을 기록하는 맹활약을 보여 K리그 영플레이어상 후보에 거론되었으나, 끝내 후보 명단에 제외되어 수상하지 못했다. 그 이후, 영플레이어상 후보 논란이 일었는데 경쟁자들에 비해 ‘라운드별 베스트11’ 선정횟수에서 밀렸다는 것이 프로축구연맹의 설명이었지만, 경기위원들이 주관적으로 판단하는 라운드별 베스트11의 가치를 공격 포인트와 같은 객관적 기록보다 우선한 것이 아니냐는 비난을 자초하고 말았다. 울산 윤정환 감독이 “도대체 후보 선정 기준이 뭐냐”고 의문을 제기했을 정도였다.
2017년 5월 6일에 있었던 수원과의 원정 경기에서 선제골을 기록하여 팀의 2-1 승리를 이끌어냈다. 그로부터 약 7개월 후 있었던 FA컵 결승에서는 1차전에서 선취골을 기록하여 울산의 창단 첫 FA컵 우승에 큰 기여를 하였다.
2019 시즌을 앞두고 이영재와 함께 경남으로 이적하였다.
2020시즌 여름 이적시장에서 한지호와 트레이드 되면서 부산 아이파크로 임대이적했다.
2021시즌을 앞두고 수원 FC로 이적했다.

## 국가대표 경력
2009년 10월 19일에 태국을 상대로 한 2010년 AFC U-16 챔피언십 예선전에서 골을 성공시켰다.
2011년 11월 2일 괌을 상대로 한 2012년 AFC U-19 챔피언십 예선전에서 멀티골을 기록하였고 2012년 스페인에서 열린 발렌시아 U-20 친선대회 조별리그 3차전에서 에콰도르를 상대로 2골을 득점하였다. 그 해 아랍에미리트에서 열린 2012년 AFC U-19 챔피언십 조별리그 2차전 태국전에서 득점하여 대한민국의 2대1 승리를 이끌었으며 이란과의 8강전에서는 팀의 세번째 골을 넣어 대한민국의 4대1 승리에 기여하였다. 대한민국은 이 대회에서 우승을 차지하여 이듬해 6월에 튀르키예에서 열릴 2013 FIFA U-20 월드컵 출전권을 거머쥐었다. 2013년 6월 11일에 발표된 2013 FIFA U-20 월드컵 21인 명단에 포함되었지만 숙소에서 복통을 호소하였고 급성맹장염이라는 진단이 내려졌다. 그 결과 한 경기도 뛰지 못하고 귀국길에 올라야만 했다.
이후 U-23 대표팀으로 승격하였고 2015년 1월 태국 킹스컵에 참가하였으며 동티모르, 인도네시아와의 2016년 AFC U-23 챔피언십 예선전에서 머리와 오른발로 각 한 골씩을 기록하였다. 2016년 AFC U-23 챔피언십 조별리그 2차전 예멘과의 경기에서 박용우의 정확한 패스를 받아 팀의 다섯번째 골을 성공시키며 대한민국의 5대0 대승을 이끌었다. 대한민국은 이 대회에서 일본에 밀려 준우승을 차지했지만 3위까지 주어지는 2016년 하계 올림픽 남자 축구 부문 출전권 획득에 성공하였다. 하지만 김승준은 리우 올림픽 최종 엔트리에서 탈락하였다.

## 그 외
2017년 5월 25일에는 김도훈 감독과 김용대, 이종호, 김인성, 최규백, 박용우, 정승현 등 울산 현대 선수들과 함께 피파온라인3의 신규모드 3vs3 롤플레이 모드 시연과 직접 게임하는 광고 영상을 촬영하였다.

## 수상

### 국가대표

#### 대한민국
- AFC U-19 축구 선수권 대회
  - 우승 : 2012
- AFC U-23 챔피언십
  - 준우승 : 2016

### 클럽

#### 울산 현대
- FA컵
  - 우승 : 2017